# 1. Федис
1. Федис је одржан од 12. до 14. октобра 2011. године у Центру за културу и образовање у Раковици. Фестивал је отворио глумац Власта Велисављевић, а затим се Ненад Миленковић оснивач фестивала обратио речима:
| „                  | Остварио сам свој велики сан и реализовао манифестацију каква нема ни код нас ни у окружењу. Захваљујум се свим продуцентским кућама које су се одазвале позиву да учествују на Федус-у. Следеће године обећавам још значајнији догађај, који би требало да се прошири на читав регион. | ” |
| — Ненад Миленковић | |   |

## Номинације
На Фестивалу домаћих играних серија је учествовало пет телевизијских серија које су премијерно емитоване у сезони 2010 / 2011. Такође су учествовали и глумачки парови, глумице и глумци из истих серија. Добитнике награде Златна антена за најпопуларнију телевизијску серију и за њихове актере бирају читаоци листа Прес.
| Телевизијске серије                                                                                           | Глумачки пар | Глумице                                                                                         | Глумци                                                                                   |
| --- | --- | ----------------------------------------------------------------------------------------------- | ---------------------------------------------------------------------------------------- |
| - Наша мала клиника - Из икса у икс - Мирис кише на Балкану - Село гори, а баба се чешља - Тотално нови талас | - Младен Нелевић и Соња Дамјановић - Милорад Мандић и Ања Мандић - Тамара Драгичевић и Милан Васић - Радован Вујовић и Тијана Печенчић - Данијел Корша и Катарина Илић | - Неда Арнерић - Мирка Васиљевић - Љиљана Благојевић - Љиљана Стјепановић - Јелисавета Орашанин | - Срђан Милетић - Бојан Димитријевић - Синиша Убовић - Ненад Окановић - Никола Ракочевић |

## Жири
| Састав жирија     |                 |                  |
| председник жирија | Дарко Пановић   | Дарко Пановић    |
| чланови жирија    | Бранка Оташевић | Бранислава Џунов |

## Програм
Фестивал је отворио глумац Власта Велисављевић, а програм фестивала су водили Данијела Пантић и Фуад Табуџић.
Првог дана премијерно је приказана прва епзиода телевизијске серије Будва на пјену од мора која је снимана у режији Милана Караџића за коју је сценарио писао Стеван Копривица. Потом је приказана изложба фотографија под називом Иза камере са снимања серије Наша мала клиника, Из икса у икс, Мирис кише на Балкану, Село гори, а баба се чешља и Тотално нови талас
Другог дана Федиса одржана је промоција књиге Бадерисани глумице и књижевнице Еве Рас. Потом је уследио концерт под називим Звезде певају сонгове из ТВ серија где су извођени сонгови из најпопуларнијих домаћих телевизијских серија: Врућ ветар, Бољи живот, Отписани, Камионџије, Грлом у јагоде као и из серија које су учествовале на фестивалу Наша мала клиника, Из икса у икс, Мирис кише на Балкану, Село гори, а баба се чешља и Тотално нови талас, које су поред групе Странци у ноћи отпевали и глумци Ненад Окановић, Јана Милић, Искра Брајовић, Даница Тодоровић, Анђела Јовановић и Немања Јаничић.
Трећег дана фестивала су додељене награде. Добитнике награде Златна антена за најпопуларнију телевизијску серију, глумачки пар, глумицу и глумца бирају читаоци листа Прес, док добитнике за најупечатљивији рад бира жири.

## Награде
Златна антена за најпопуларнију телевизијску серију и њихове актере
- Златна антена за најпопуларнију телевизијску серију припала је серији Село гори, а баба се чешља
- Златна антена за најбољи глумачки пар Тамара Драгичевић и Милан Васић за улоге у серији Мирис кише на Балкану
- Најпопуларнија глумица је Јелисавета Орашанин за улогу у серији Тотално нови талас
- Златна антена за најпопуларнијег глумца - Ненад Окановић за улогу у серији Село гори, а баба се чешља

Златна антена за најупечатљивији рад
Мирис кише на Балкану
- Љубиша Самарџић за режију
- Радослав Владић за камеру
- Невена Миловановић за костим

Село гори, а баба се чешља
- Радош Бајић за сценарио
- Александар Сања Илић за музику

Наша мала клиника
- Борис Грегорић за монтажу

Златна антена специјална награда
- Предраг Смиљковић за најупечатљивији лик Тихомира Стојковића Шпица
- Синиша Павић за целокупан допринос телевизијској продукцији

Повеља за запажену улогу
- Даница Тодоровић за улогу Јелене и Мирољуб Трошић за улогу Ђоде у телевизијској серији Село гори, а баба се чешља
- Слободан Нинковић за улогу доктора Врапца и Тања Рибич за улогу докторке Лили Мухе у телевизијској серији Наша мала клиника
- Калина Ковачевић за улогу Нине Салом и Игор Дамјановић за улогу Милоша Ранковића у телевизијској серији Мирис кише на Балкану
- Анђела Јовановић за улогу Иване и Вујадин Милошевић за улогу Уроша у телевизијској серији Тотално нови талас
- Нада Мацанковић и Немања Јаничић за улоге у телевизијској серији Из икса у икс